# Pedro de Ibaseta
Pedro de Ibaseta y Gómez de Barreda (Saro o El Astillero, 1858 o 1859-El Astillero, 11 de octubre de 1927) fue un pintor español de estilo costumbrista.
La familia materna de Pedro de Ibaseta estaba vinculada a la industria naviera y sus abuelos fueron propietarios del Palacio de los Gómez Barreda, situado en Saro; su padre era capitán de corbeta.
Entre 1879 y 1883 estudió en la Escuela Especial de Pintura, Escultura y Grabado de Madrid, segregada de la Academia de Bellas Artes de San Fernando, pero con sede en el mismo edificio, donde tuvo como profesores a Esteban Aparicio y a Carlos Luis de Rivera. Participó en las Exposiciones Nacionales de Bellas Artes de 1884 (con la obra Romeo y Julieta) y de 1897 (con Entrada a misa). Los temas que trata se encuentran ligados al costumbrismo, pero sin obviar el regionalismo cántabro representado en la literatura por José María Pereda.
Los géneros que practicó son variados. En lo que se refiere a la pintura de paisaje y de costumbres encontramos escenas campestres y marítimas típicas de la región cántabra, dentro de la tendencia paisajística de España en la segunda mitad del siglo XIX. De este tipo de obras podemos citar, entre otras, Velero que hacía travesías a Filipinas, Embarcación escorada o Bañistas en la playuca de Astillero. Una segunda vertiente de la obra del autor, entre el costumbrismo y el regionalismo, está ejemplarizada en sus obras Palacio de los Gómez de Barreda en Saro de Carriedo, Mujeres del campo o Mujeres en el mercado. 
Sus obras de temática religiosa están vinculadas al Colegio de los Escolapios de Villacarriedo (Cantabria) donde fue profesor de dibujo durante varios cursos y desarrolló una amplia producción. Muchas de estas obras son réplicas de una colección que existió en el Colegio de San Fernando en el barrio madrileño de Lavapiés, si bien otras, como Apoteosis de San José de Calasanz o Virgen Pasiega son originales suyas.

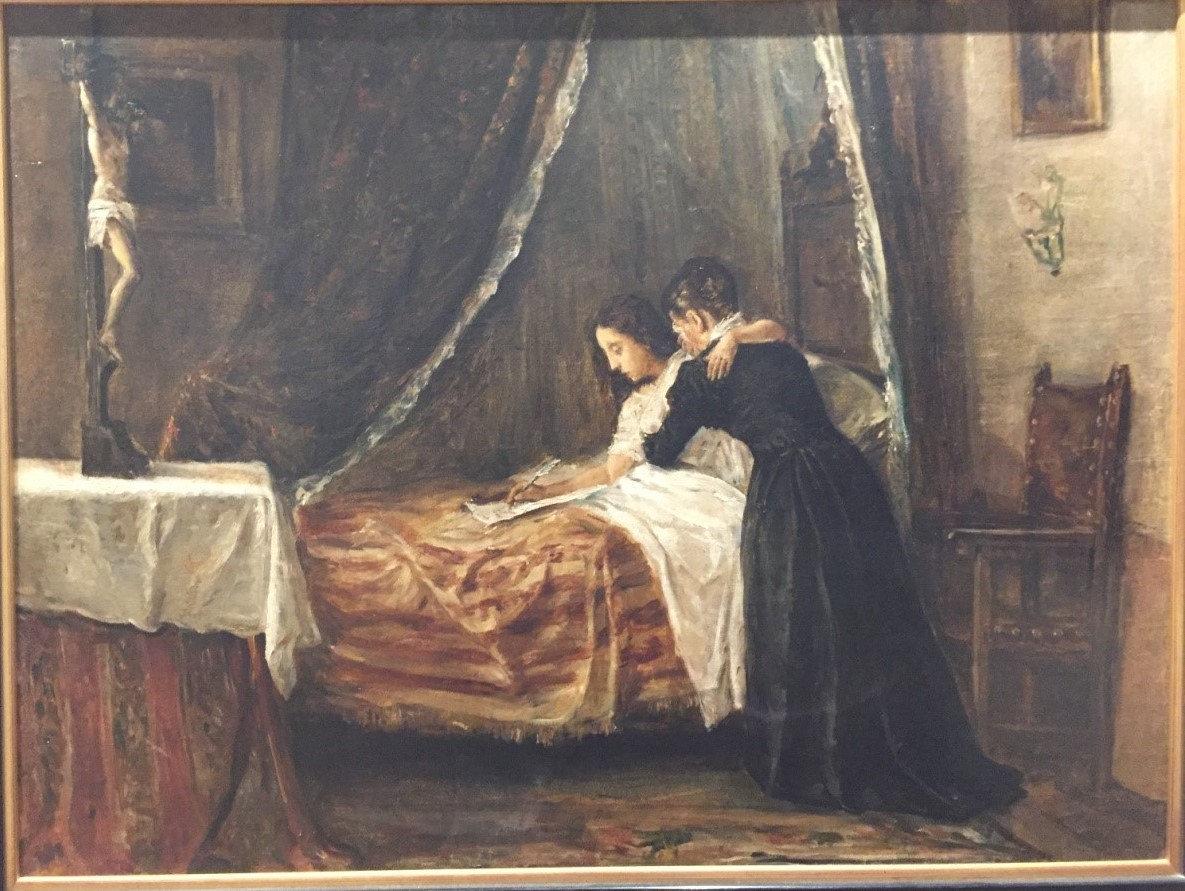
El testamento. Posiblemente, la enferma sea su hermana, que murió en plena juventud.

Otro tema significativo en la obra de Pedro de Ibaseta es su ámbito familiar y social. A este grupo de obras pertenece El testamento, si bien la mayor parte de sus representaciones familiares son retratos (incluyendo un Autorretrato): Retrato de su padre, Retrato de su madre en el interior de su domicilio, Retrato de Marcelino Menéndez Pelayo, etc. En otras obras representa a personas próximas a su familia, tanto dentro del ambiente urbano como del marítimo, como en Salida de misa en la Catedral de Santander, etc. 
En 1982, el Ayuntamiento de El Astillero organizó la Exposición Colectiva de Pintores Astillerenses (Homenaje a Pedro de Ibaseta) en la que se recogían varias obras del autor. Asimismo, en 2023 se organizó la exposición Colección de Pedro de Ibaseta, también en El Astillero, comisariada por Jesús San Miguel Montero.
1. ↑  San Miguel Montorio, Jesús María (2022). El pintor Pedro de Ibaseta Gómez de Barreda y la pintura montañesa en el tránsito de los siglos XIX y XX.. Consultado el 1 de enero de 2024.
2. ↑  Usle, Ricardo Vega (26 de marzo de 2020). «mi ASTILLERO: ASTILLERO pintores locales año 1982». mi ASTILLERO. Consultado el 1 de enero de 2024.
3. ↑  «LA SALA BRETÓN ACOGE LA EXPOSICIÓN DE LA COLECCIÓN DE PEDRO DE IBASETA | Ayuntamiento de Astillero». www.astillero.es. Consultado el 1 de enero de 2024.

- Datos: Q124070592
- Multimedia: Pedro de Ibaseta / Q124070592